# Roxana Rotaru
Roxana Elisabeta Rotaru (* 22. Juni 1988 in Bukarest als Roxana Bârcă) ist eine rumänische Leichtathletin, die sich auf den Langstreckenlauf spezialisiert hat.

## Sportliche Laufbahn
Erste internationale Erfahrungen sammelte Roxana Rotaru beim Europäischen Olympischen Jugendfestival (EYOF) 2005 in Lignano Sabbiadoro, bei dem sie im 1500-Meter-Lauf in 4:26,55 min die Bronzemedaille gewann und über 800 Meter in 2:11,97 min Rang 13 erreichte. Anschließend klassierte sie sich bei den Crosslauf-Europameisterschaften in Tilburg nach 15:59 min auf Rang 18 und sicherte sich die Silbermedaille in der Teamwertung. 2007 belegte sie bei den Junioreneuropameisterschaften in Hengelo in 16:46,55 min den vierten Platz im 5000-Meter-Lauf und 2009 erreichte sie bei den U23-Europameisterschaften in Kaunas in 17:03,84 min Rang zwölf. 2010 startete sie erstmals bei den Europameisterschaften in Barcelona und klassierte sich dort mit 16:06,10 min auf dem 13. Platz. Im Jahr darauf belegte sie bei den Halleneuropameisterschaften in Paris in 9:09,19 min den neunten Platz im 3000-Meter-Lauf und bei der Sommer-Universiade in Shenzhen wurde sie in 16:11,94 min Achte über 5000 Meter. 2012 verpasste sie bei den Europameisterschaften in Helsinki in 15:13,40 min als Vierte knapp eine Medaille, qualifizierte sich aber für die Olympischen Spiele in London, bei denen sie mit 16:01,04 min im Vorlauf ausschied.
2013 erreichte sie bei den Halleneuropameisterschaften in Göteborg in 9:10,51 min den neunten Platz über 3000 Meter. Anschließend startete sie bei den Studentenweltspielen und den Balkan-Meisterschaften, ehe sie wegen eines Dopingverstoßes für drei Jahre bis 2016 gesperrt wurde. Nach Ablauf der Sperre siegte sie 2016 bei den Balkan-Meisterschaften in Pitești in 9:34,62 min über 3000 Meter und belegte über 5000 Meter in 16:41,68 min den fünften Platz. Im Jahr darauf gewann sie bei den Balkan-Hallenmeisterschaften in Belgrad in 9:11,99 min die Silbermedaille über 3000 Meter und schied anschließend bei den Halleneuropameisterschaften ebendort mit 9:13,36 min im Vorlauf aus. Im Juli siegte sie dann bei den Spielen der Frankophonie in Abidjan in 35:31,13 min im 10.000-Meter-Lauf und gewann über 5000 Meter in 16:07,61 min die Bronzemedaille hinter den Marokkanerinnen Soukaina Atanane und Kaoutar Farkoussi. Bei den Halbmarathon-Weltmeisterschaften 2018 in Valencia gelangte sie nach 1:14:51 h auf Rang 62 und im August klassierte sie sich bei den Europameisterschaften in Berlin in 33:17,61 min auf dem elften Platz über 10.000 Meter.
2019 belegte sie bei den Militärweltspielen in Wuhan in 4:27,88 min den fünften Platz im 1500-Meter-Lauf und erreichte über 5000 Meter in 15:48,03 min Rang sieben. Anschließend gelangte sie bei den Crosslauf-Europameisterschaften in Lissabon nach 28:54 min auf den 19. Platz. Im Jahr darauf siegte sie bei den Balkan-Hallenmeisterschaften in Istanbul in 4:20,33 min über 1500 Meter und gewann mit der rumänischen 4-mal-400-Meter-Staffel in 3:48,09 min die Bronzemedaille. Ende September gewann sie schließlich bei den Freiluft-Balkanmeisterschaften in Cluj-Napoca in 9:24,97 min die Silbermedaille über 3000 Meter. Bei den Halbmarathon-Weltmeisterschaften in Gdynia lief sie nach 1:13:45 h auf dem 69. Platz ein. 2021 gewann sie bei den Balkan-Hallenmeisterschaften in Istanbul in 9:10,26 min die Silbermedaille über 3000 Meter und konnte kurz darauf bei den Halleneuropameisterschaften in Toruń ihr Rennen im Vorlauf nicht beenden.
In den Jahren 2010 und 2012 sowie 2017 und 2019 wurde Rotaru rumänische Meisterin im 5000-Meter-Lauf und 2017 und 2020 siegte sie über 10.000 Meter. Zudem war sie 2010 und 2018 mit der 4-mal-400-Meter-Staffel ihres Vereins erfolgreich. In der Halle siegte sie 2018 und 2020 über 1500 Meter sowie 2018, 2020 und 2021 im 3000-Meter-Lauf.

## Persönliche Bestleistungen
- 800 Meter: 2:09,03 min, 23. August 2020 in Cluj-Napoca
  - 800 Meter (Halle): 2:07,25 min, 2. Februar 2020 in Budapest
- 1500 Meter: 4:10,24 min, 5. Juli 2012 in Bukarest
  - 1500 Meter (Halle): 4:13,58 min, 16. Februar 2020 in Istanbul
- 3000 Meter: 8:56,79 min, 3. Juni 2011 in Bydgoszcz
  - 3000 Meter (Halle): 9:02,35 min, 21. Februar 2013 in Stockholm
- 5000 Meter: 15:13,40 min, 28. Juni 2012 in Helsinki
- 10.000 Meter: 32:30,97 min, 19. Mai 2018 in London
- Halbmarathon: 1:13:45 h, 17. Oktober 2020 in Gdynia